# Elena Kats-Chernin
Elena Kats-Chernin, née le 4 novembre 1957 à Tachkent, est une compositrice australienne d'origine soviétique.

## Biographie

### Années de jeunesse
Elena Kats-Chernin est née le 4 novembre 1957 à Tachkent dans une famille de confession juive. À l'âge de 14 ans, elle étudie à la Yaroslavl Music School ainsi qu'au collège musical d'État Gnessine (ru) à Arbat puis en 1975, elle émigre en Australie, poursuivant ses études au Conservatoire de musique de Sydney (en) avec Richard Toop (en) pour la composition et Gordon Watson (en) pour le piano.
Elle participe également à la scène théâtrale underground de Darlinghurst, avec des groupes tels que Cabaret Conspiracy, Fifi Lamour, Boom Boom La Burn et d'autres, souvent sous le nom d'Elena Kats.

### Études en Europe
Elena Kats-Chernin étudie avec Helmut Lachenmann en Allemagne. Elle reste en Europe pendant treize ans et devient active dans le domaine du théâtre et du ballet, composant pour l'opéra d'État de Berlin, de Vienne, de Hambourg et de Bochum. En 1993, elle écrit Clocks pour l'Ensemble Modern.

### Retour en Australie
Elena Kats-Chernin retourne en Australie en 1994. Elle écrit plusieurs opéras, deux concertos pour piano et des compositions pour de nombreux interprètes et ensembles, dont le Seymour Group, le Song Company, le Sydney Alpha Ensemble (en), Evelyn Glennie, Bang on a Can, le Chamber Made (en), l'Australian Chamber Orchestra et l'Orchestre symphonique de Sydney. Elle a été chargée d'écrire Page Turn pour le concours international de piano de Sydney (en) en 2000. Sa musique a été jouée lors des cérémonies d'ouverture des Jeux olympiques de Sydney en 2000 et de la Coupe du monde de rugby de 2003.
Elle compose trois bandes originales de films muets pour une coproduction entre les chaînes de télévision allemande et française ZDF et Arte : Körkarlen (La Charrette fantôme, 1921) de Victor Sjöström, Menschen am Sonntag (Les Hommes le dimanche, 1930) de Billy Wilder et Robert Siodmak, et The Devious Path (Crise, 1928) de Georg Wilhelm Pabst. Les autres œuvres de Kats-Chernin comprennent Charleston Noir pour piano solo, Rockhampton Garden Symphonies avec Mark Svendsen pour voix solistes, chœurs mixtes et orchestre, et Wild Swans, une collaboration avec la chorégraphe Meryl Tankard.
Elle remporte de nombreux prix de composition musicale en Australie et ses œuvres sont régulièrement diffusées sur la radio ABC Classic FM. En 2009, le National Museum of Australia lui commande une pièce pour orchestre intitulée Garden of Dreams, du nom d'une des caractéristiques architecturales du musée, qui a été créée au musée la même année.
L'Eliza Aria, tirée de sa partition pour le ballet Wild Swans, est utilisée dans les publicités télévisées du Lloyds Banking Group en 2007. En 2010, Wild Swans est devenu le thème musical de l'émission Late Night Live (en) d'ABC Radio National jusqu'à la fin de l'année 2015.
La compositrice écrit aussi un certain nombre de pièces de ragtime pour piano. L'une d'entre elles, Russian Rag, a été utilisée dans deux arrangements instrumentaux différents, en tant que thème de Late Night Live jusqu'en 2010. Elle est également utilisée comme thème représentant New York dans le long métrage d'Adam Elliot, Mary and Max.
Elle est représentée par le Centre de la musique australienne (en). Un portrait de la compositricé, réalisé par la portraitiste australienne Wendy Sharpe (en), a été acquis par la National Portrait Gallery en 2019.

## Honneurs et récompenses
Elena Kats-Chernin a été nommée Officier de l'Ordre d'Australie en janvier 2019 pour « services éminents rendus aux arts du spectacle, en particulier à la musique, en tant que compositrice d'orchestre, d'opéra et de musique de chambre ».
Elle est nommée en 2005, 2008 et 2017 pour les ARIA Music Awards. En 2013, elle remporte les Sidney Myer Performing Arts Awards (en). En 2022, elle remporte les Australian Women in Music Awards (en).

## Œuvres

### Opéras
- Iphis, Sydney, 1997
- Matricide, the Musical, Melbourne, 1998
- Mr Barbeque, Lismore, New South Wales, 2002
- Rage of Life, Antwerp, 2010
- George, Hannover-Herrenhausen, 2014
- The Divorce, for ABC Television, 2015
- The Monteverdi Trilogy
- Whiteley, 2019
- Jim Knopf und Lukas der Lokomotivführer, 2019
- The Wind in the Willows, Staatstheater Kassel 2021, adaptation du livre pour enfant The Wind in the Willows de Kenneth Grahame.

### Ballets
- Wild Swans (en), 2002, création le 29 avril 2003 à l'Opéra de Sydney par l'Australian Ballet.

### Musique vocale
- Land of Sweeping Plains, SA chœur et piano (d'après l'œuvre de Dorothea Mackellar, My Country)
- Rockhampton Garden Symphonies, voix seules, chœur mixte et orchestre (avec Mark Svendsen)
- The Uninvited Stranger, 2007, chœur mixte (texte de Sandy Jeffs)
- Human Waves, 2020, chœur mixte (texte de Tamara Anna Cislowska (en))

### Musique instrumentale
- Butterflying
- Blue Silence
- Cadences, Deviations and Scarlatti
- Calliope Dreaming, 2009
- Chamber of Horrors, pour harpe
- Charleston Noir
- Clocks
- Cinema
- Frankenstein (musique de scène, 2013)
- Gypsy Ramble, pour alto, violoncelle et piano
- In Tension
- Intermezzo Days
- Lullaby for Nick
- Meditations of Eric Satie: Unsent Love Letters
- Page Turn
- Peggy's Minute Rag
- Phoenix Story
- Purple Prelude
- Russian Rags
- Sand Waltz
- Schubert Blues
- Setting Out
- Slicked Back Tango
- Spirit and the Maiden
- Still Life, pour alto et piano
- Stur in Dur
- Tast-en
- The Offering, quintette avec piano no 1 (2016)
- Three Dancers (2015)
- Trio Grandios
- Variations in a Serious Black Dress
- Velvet Revolution, pour cor, violin et piano
- Wild Rice, pour violoncelle (1996)
- Zoom and Zip

### Musique orchestrale et concertante
- Deep Sea Dreaming
- Garden of Dreams
- Concerto pour clavecin dit « Ancient Letters », pour Mahan Esfahani
- Night and Now (pour flûte et orchestre)
- Ornamental Air (pour clarinette et orchestre)
- Concerto pour piano no 1 dit « Displaced Dances »
- Concerto pour piano no 2
- Prelude and Cube
- Retonica
- Singing Trees
- Stairs
- Symphonia Eluvium
- Transfer
- Concerto pour violon
- The Witching Hour, concerto pour 8 contrebasses et orchestre (2016), commande de l'Australian World Orchestra (en)
- Inner Angels, commande pour le Melbourne Youth Orchestra

### Musique de films
- La Charrette fantôme, 1921
- Crise, 1928
- Les Hommes le dimanche, 1930
- Mémoires d'un escargot, 2024